# Валера, Феликс
Феликс Мануэль Валера Альварес (англ. Felix Manuel Valera Alvarez; род. 19 января 1988, Санто-Доминго, Доминиканская Республика) — доминиканский боксёр-профессионал, выступающий во второй средней и в полутяжёлой весовых категориях. Серебряный призёр Игр Центральной Америки и Карибского бассейна (2010), многократный победитель национального первенства в любителях.
Среди профессионалов бывший временный чемпион мира по версии WBA (2015—2016) и чемпион Латинской Америки по версии WBA Fedelatin (2018—2020) в полутяжёлом весе. Бывший чемпион Латинской Америки по версии WBA Fedelatin (2014—2015) и чемпион Доминиканской Республики (2014—2015) во 2-м среднем весе.

## Биография
Родился 19 января 1988 года в Санто-Доминго, в Доминиканской Республике.

## Любительская карьера
В июле 2010 года в средней весовой категории (до 75 кг) прошёл в финал игр Центральной Америки и Карибского бассейна в Маягуэсе, где выиграл серебряную медаль, в борьбе за золото уступив пуэрто-риканскому боксёру Энрике Коллазо.
В сентябре 2011 года участвовал в чемпионате мира в категории полутяжёлого веса (до 81 кг), но в первом же раунде соревнований, в конкурентном бою по очкам (14:16) проиграл поляку Игорю Якубовскому.

## Профессиональная карьера
28 сентября 2012 года Феликс Валера начал профессиональную карьеру победив нокаутом в первом раунде своего соотечественника Хосе Морла. После этого вплоть до титульного боя в августе 2015 года Валера побеждал только своих соотечественников и все бои были организованы на территории Доминиканской Республики.
23 августа 2015 года впервые в карьере в республике Крым сражался за пояс временного чемпиона мира по версии WBA против российского спортсмена Станислава Каштанова. После 12 раундов судьи отдали победу Феликсу Валеру раздельным решением (счёт: 116-112, 115-113, 111-117).
21 мая 2016 года проиграл единогласным решением судей, уступив титул «временного» чемпиона мира по версии WBA в полутяжелом весе, российскому боксеру Дмитрию Биволу. Бивол полностью доминировал в ринге почти во всех раундах, дважды отправил Валера в нокдаун, но завершить бой досрочно так и не смог. По окончании 12-ти раундов судьи отдали победу Дмитрию Биволу со счётом: 111-116, 107-119 — дважды.
24 декабря 2021 года в Москве (Россия) единогласным решением судей (счёт: 87-99, 86-100 — дважды) проиграл опытному россиянину Максиму Власову (45-4).

## Статистика профессиональных боёв
В таблице перечислены результаты всех поединков боксёров.
В каждой строке указан результат поединка. Дополнительно номер поединка обозначен цветом, который обозначает итог поединка. Расшифровка обозначений и цветов представлена в нижеследующей таблице.
| Пример | Расшифровка                     |
| ------ | ------------------------------- |
|        | Победа                          |
|        | Ничья                           |
|        | Поражение                       |
|        | Планируемый поединок            |
|        | Поединок признан несостоявшимся |
| КО     | Нокаут                          |
| ТКО    | Технический нокаут              |
| PTS    | Решение судей (по очкам)        |
| UD     | Единогласное решение судей      |
| MD     | Решение большинства судей       |
| SD     | Раздельное решение судей        |
| RTD    | Отказ от продолжения боя        |
| DQ     | Дисквалификация                 |
| NC     | Поединок признан несостоявшимся |

| 24 поединка, 19 побед (16 нокаутом), 5 поражений. | 24 поединка, 19 побед (16 нокаутом), 5 поражений. | 24 поединка, 19 побед (16 нокаутом), 5 поражений. | 24 поединка, 19 побед (16 нокаутом), 5 поражений. | 24 поединка, 19 побед (16 нокаутом), 5 поражений. | 24 поединка, 19 побед (16 нокаутом), 5 поражений. | 24 поединка, 19 побед (16 нокаутом), 5 поражений.                                                                                          |
| Бой                                               | Рекорд                                            | Дата боя                                          | Соперник                                          | Место проведения боя                              | Раундов, время                                    | Примечание |
| ------------------------------------------------- | ------------------------------------------------- | ------------------------------------------------- | ------------------------------------------------- | ------------------------------------------------- | ------------------------------------------------- | --- |
| 24                                                | 19-5                                              | 24 декабря 2021                                   | Максим Власов (45-4)                              | УСК «Крылья Советов», Москва, Россия              | UD 10 (10)                                        | Счёт: 87-99, 86-100 (дважды). |
| 23                                                | 19-4                                              | 26 мая 2021                                       | Рейнальдо Гонсалес (16-3)                         | Coliseo Carlos 'Teo' Cruz, Санто-Доминго, ДР      | RTD 3 (8), 3:00                                   | |
| 22                                                | 18-4                                              | 12 марта 2021                                     | Брайан Перес Кастильо (13-1)                      | Hotel Catalonia Malecon Center, Санто-Доминго, ДР | UD 10 (10)                                        | Счёт: 91-95, 92-94 (дважды). Бой за вакантные титулы чемпиона по версиям WBC Latino и WBA Fedecaribe в полутяжёлом весе.                   |
| 21                                                | 18-3                                              | 14 сентября 2019                                  | Вячеслав Шабранский (20-2)                        | Ти-Мобайл Арена, Лас-Вегас, Невада, США           | DQ 8 (8), 2:01                                    | Счёт на момент остановки: 66-65, 64-67, 65-66. Валера дисквалифицирован после нескольких ударов ниже пояса.                                |
| 20                                                | 18-2                                              | 4 мая 2019                                        | Марио Агилар (20-6)                               | Стоктон Арена, Стоктон, Калифорния, США           | KO 4 (8), 2:29                                    | |
| 19                                                | 17-2                                              | 10 ноября 2018                                    | Брайан Перес Кастильо (11-0)                      | Санто-Доминго, ДР                                 | UD 10 (10)                                        | Счёт: 96-94 (трижды). |
| 18                                                | 16-2                                              | 17 марта 2018                                     | Дейбис Беррокаль (17-4)                           | Санто-Доминго, ДР                                 | TKO 8 (11), 1:42                                  | Завоевал вакантный титул чемпиона WBA Fedelatin в полутяжёлом весе.                                                                        |
| 17                                                | 15-2                                              | 25 ноября 2017                                    | Салливан Баррера (20-1)                           | Мэдисон Сквер Гарден, Нью-Йорк, США               | UD 10 (10)                                        | Счёт: 90-97, 89-97, 88-98. |
| 16                                                | 15-1                                              | 24 июня 2017                                      | Энди Перес (20-5)                                 | Санто-Доминго, ДР                                 | TKO 3 (10), 2:00                                  | |
| 15                                                | 14-1                                              | 16 декабря 2016                                   | Гусмир Пердомо (23-6)                             | Санто-Доминго, ДР                                 | UD 10 (10)                                        | Счёт: 97-93, 98-92 (дважды). |
| 14                                                | 13-1                                              | 21 мая 2016                                       | Дмитрий Бивол (6-0)                               | Мегаспорт, Москва, Россия                         | UD 12 (12)                                        | Счёт: 111-116, 107-119 (дважды). Потерял титул временного чемпиона мира по версии WBA (1-я защита Валера) в полутяжёлом весе.              |
| 13                                                | 13-0                                              | 23 августа 2015                                   | Станислав Каштанов (33-1)                         | Ялта, Крым                                        | SD 12 (12)                                        | Счёт: 116-112, 115-113, 111-117. Завоевал титул временного чемпиона мира по версии WBA в полутяжёлом весе.                                 |
| Перешёл в полутяжёлый вес (до 79,4 кг).           |                                                   |                                                   |                                                   |                                                   |                                                   | |
| 12                                                | 12-0                                              | 13 декабря 2014                                   | Эмилиано Каэтано (23-7)                           | Санто-Доминго, ДР                                 | КО 4 (11), 1:06                                   | Завоевал вакантный титул чемпиона WBA Fedelatin и защитил титул чемпиона Доминиканской Республики (1-я защита Валера) во 2-м среднем весе. |
| 11                                                | 11-0                                              | 24 октября 2014                                   | Эдуардо Мерседес (26-11)                          | Ла-Романа, ДР                                     | RTD 1 (12), 3:00                                  | Завоевал вакантный титул чемпиона Доминиканской Республики во 2-м среднем весе.                                                            |
| Бои во 2-м среднем весе (до 76,2 кг).             |                                                   |                                                   |                                                   |                                                   |                                                   | |
| Бой                                               | Рекорд                                            | Дата боя                                          | Соперник                                          | Место проведения боя                              | Раундов, время                                    | Примечание |